# Markus Höhner
Markus Höhner (* 19. Juli 1965 in Ulm) ist ein deutscher Sport-Kommentator.

## Leben und Karriere
Höhner wurde nach dem Abitur bei der Klöckner-Humboldt-Deutz AG in Köln und in Atlanta in den Vereinigten Staaten zum Industriekaufmann ausgebildet. Anschließend studierte er in Köln Betriebswirtschaftslehre; das Studium schloss er als Diplom-Betriebswirt ab.
Noch während seines Volontariates bei RTLplus in Köln kommentierte Höhner die Spiele der Fußball-Bundesliga für die Sendung Anpfiff. 1992 wechselte er zu Sat.1 und gehörte dort bis 2003 dem festen Kommentatoren-Team von ran-SAT1-Fußball an. Höhner kommentierte für SAT1 zudem American Football und Eishockey. Seit 2003 kommentiert er die Spiele der ersten und zweiten Fußball-Bundesliga für das DSF, inzwischen Sport1. Von Sommer 2009 bis 2013 war Höhner Kommentator bei LIGA total!, dem IPTV der Deutschen Telekom AG.
Ab Sommer 2013 kommentierte Höhner die Spielberichte aus der Fußball-Bundesliga für Bundesliga bei BILD. Zudem war er regelmäßig beim Internetradio Sport1.FM in der Bundesligakonferenz zu hören.
Markus Höhner war über 10 Jahre lang Sport1-Nationalmannschaftsreporter. In dieser Funktion begleitete er das DFB-Team fünfeinhalb Wochen als Berichterstatter zur Fußball-WM 2014 nach Brasilien. Er war auch an Bord des LH-Sonderfluges 2014, dem sogenannten „Siegerflieger“, mit dem die Nationalmannschaft am 15. Juli 2014 als Weltmeister nach Berlin zurückkehrte.
Ab September 2015 war Höhner bei Sport1 Kommentator bei der Übertragung der Spiele der UEFA Europa League. Markus Höhner kommentierte in drei Jahren alle 45 Live-Spiele, inklusive der Endspiele 2016 in Basel, 2017 in Solna und 2018 in Lyon.
Seit 2017 kommentiert Höhner regelmäßig die Spiele der 3. Liga für MagentaSport, die Live-Sport-Plattform der Deutschen Telekom. 2019 wurde Höhner von Sport1 als Kommentator für die Live-Übertragungen im DFB-Pokal benannt.
Bei der Fußball-Europameisterschaft 2020 gehörte Markus Höhner zum Kommentatoren-Team von MagentaTV. Seit Juli 2021 kommentiert Höhner für Sport1 die Live-Spiele der 2. Fußball-Bundesliga.
Auch bei den Übertragungen der Fußball-Weltmeisterschaft 2022 in Katar gehörte Markus Höhner bei MagentaTV zum Team der Live-Kommentatoren.
Bei der UEFA EURO 2024 in Deutschland gehörte Markus Höhner wieder zum Team bei MagentaTV. Er kommentierte Zusammenfassungen und mehrere Livespiele aus den EM-Arenen in Frankfurt, Köln und Gelsenkirchen.